# Pocosin

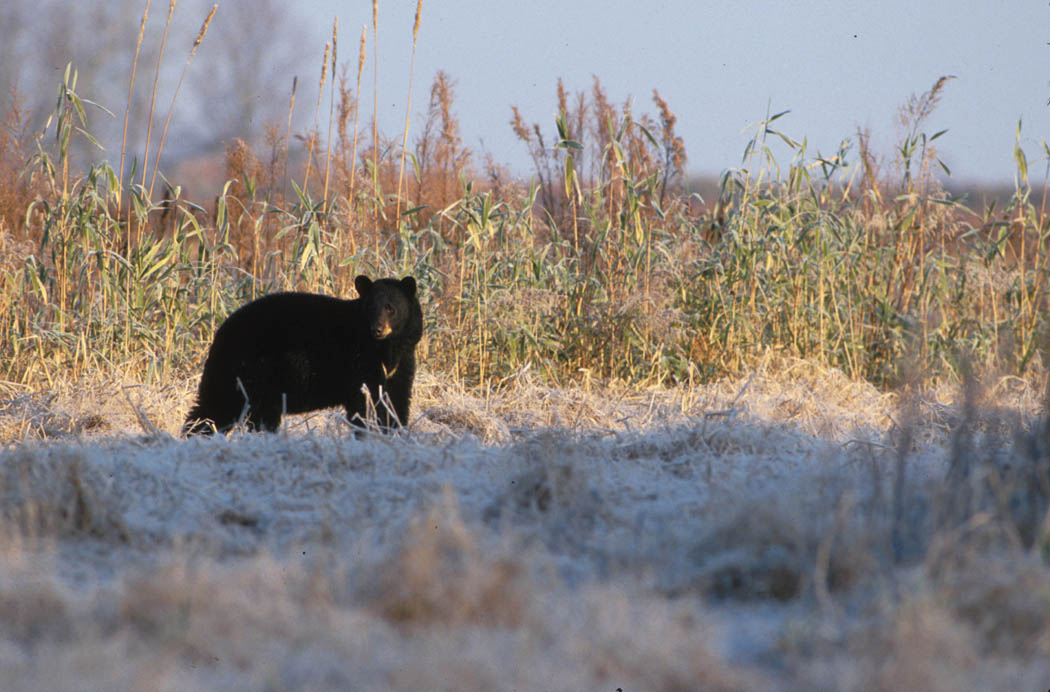
Un ours noir traversant un pocosin de Caroline du Nord.
Lieu : Pocosin Lakes National Wildlife Refuge

Un pocosin est aux États-Unis, une zone humide composée de terres acides, de sable et de tourbe que l'on retrouve principalement le long de la côte de Caroline du Nord. Son nom vient sans doute du mot pakwesen de la langue algonquienne qui signifie « lieu peu profond ».